# Reptilium Terrarien- und Wüstenzoo Landau
Koordinaten: 49° 11′ 28,6″ N, 8° 7′ 48,1″ O
Der Reptilium Terrarien- und Wüstenzoo Landau, betrieben von der Reptilium Terrarien- und Wüstenzoo GmbH, ist der nach eigenen Angaben größte Reptilienzoo Deutschlands und befindet sich in der rheinland-pfälzischen Stadt Landau in der Pfalz.
Auf etwa 3400 m² Fläche gibt es neben Reptilien auch Amphibien und einige Wirbellose sowie Säugetiere zu sehen.

## Geschichte

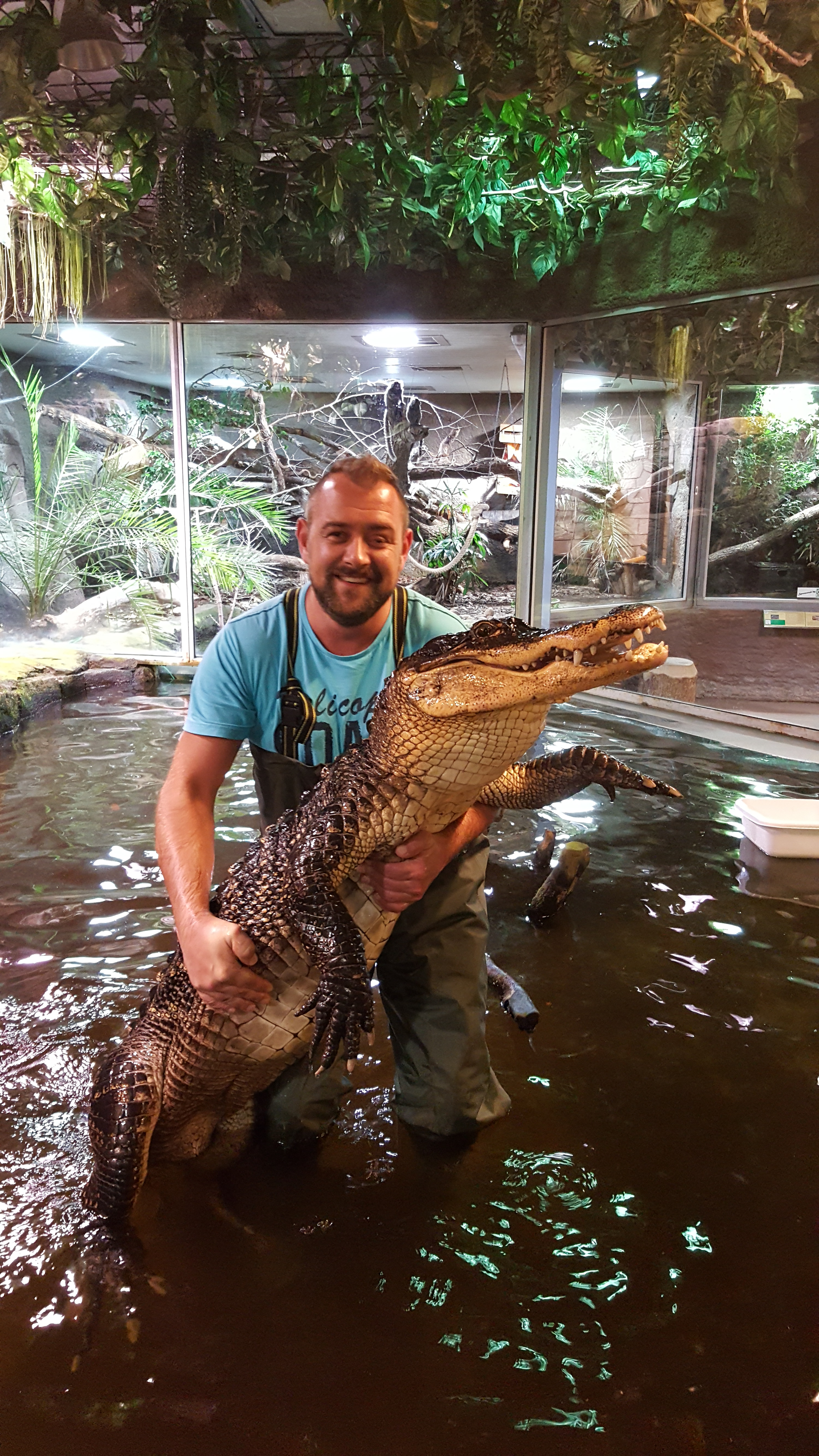
Zoodirektor Uwe Wünstel mit Mississippi-Alligator Berta

Schon früh fing der heutige Zoodirektor Uwe Wünstel an, sich für Reptilien zu begeistern. Aus der privaten Haltung verschiedenster Reptilien entstand dann die Idee, aus dem heimischen Minizoo einen öffentlichen Reptilienzoo zu machen. Aktiv wurde ab 2002 an der Umsetzung des Reptiliums gearbeitet. Im Herbst 2003 war dann eine passende Räumlichkeit gefunden, das ehemalige Gebäude einer IT-Firma mit großer Lagerhalle im Gewerbegebiet Guldengewann in Landau in der Pfalz. Der damalige Lagerraum wurde zur Terrarienhalle umfunktioniert, die Technik wurde angepasst und der Anbau der Wüstenhalle begann. Nach einem knappen halben Jahr waren alle Umbauten abgeschlossen und die ersten Tiere zogen ein. Der damalige Tierbestand setzte sich aus Reptilien und Amphibien aus staatlichen Zoos, Aufzuchtstationen und Uwe Wünstels Privatbestand zusammen. Wenige Tiere wurden bei Züchtern erworben. Die Gesamtfläche des Reptiliums betrug am Tag der Eröffnung im Jahr 2004 2600 m². Durch einen Anbau ist im Juli 2008 noch eine weitere Fläche von 800 m² hinzugekommen.

## Räumlichkeiten
Der Zoo gliedert sich in vier Bereiche: Die Terrarienhalle mit Nachthaus, die Babystation, die Wüstenhalle und den Außenbereich.

### Terrarienhalle
Die Terrarienhalle beherbergt Tiere in mehr als 30 verschiedenen Terrarien. In diesen wurden unterschiedliche Tiere mit dem gleichen Verbreitungsgebiet vergesellschaftet. So gibt es zum Beispiel eine Australienanlage, in der Kragenechsen, Bartagamen und Blauzungenskinke gemeinsam leben.
Unter Schlangen, Schildkröten, Echsen und Fischen findet man hier unter anderem folgende Arten:
- Ägyptische Landschildkröte, Sternschildkröte, Maurische Landschildkröte, Köhlerschildkröte, Waldschildkröte
- Chinesische Dreikielschildkröte, Schlangenhalsschildkröten, Geierschildkröte, Schnappschildkröte
- Grüner Leguan, Stirnlappenbasilisk Fidschi-Leguan, Kronenbasilisk, Pantherchamäleon
- Madagaskar-Taggecko, Kronengecko, Höckerkopfgecko
- Raunackenwaran, Blauer Baumwaran, Bindenwaran, Glauerts Felsenwaran
- Pangasius, Piranhas, Roter Riesengurami, Pfauenaugenbuntbarsch
- Westliche Hakennasennatter, Heller Tigerpython, Dunkler Tigerpython, Netzpython, Königskobra, Grüne Anakonda, Abgottschlange, Sandboa

Anziehungspunkte sind neben der größten Giftschlange der Welt, der Königskobra, auch die Mississippi-Alligatoren und Weißbüscheläffchen.
In die Terrarienhalle sind auch das Nachthaus sowie die Bambushütte integriert.

#### Nachthaus
Im Nachthaus befinden sich nachtaktive Reptilien und Amphibien. In diesem Bereich werden die Terrarien mit Schwarzlicht beleuchtet.
Die hier zu findenden Arten sind unter anderem Kornnattern, Königspythons, Gila-Krustenechsen, Leopardgeckos, Zwerg-Netzpythons, Kleine Igeltenreks, Akazienratten und Monokelkobras.

#### Bambushütte
In der Bambushütte sind verschiedene Vogelspinnen sowie Skorpione, Kongo-Rosenkäfer und Tausendfüßer zu finden.

### Babystation

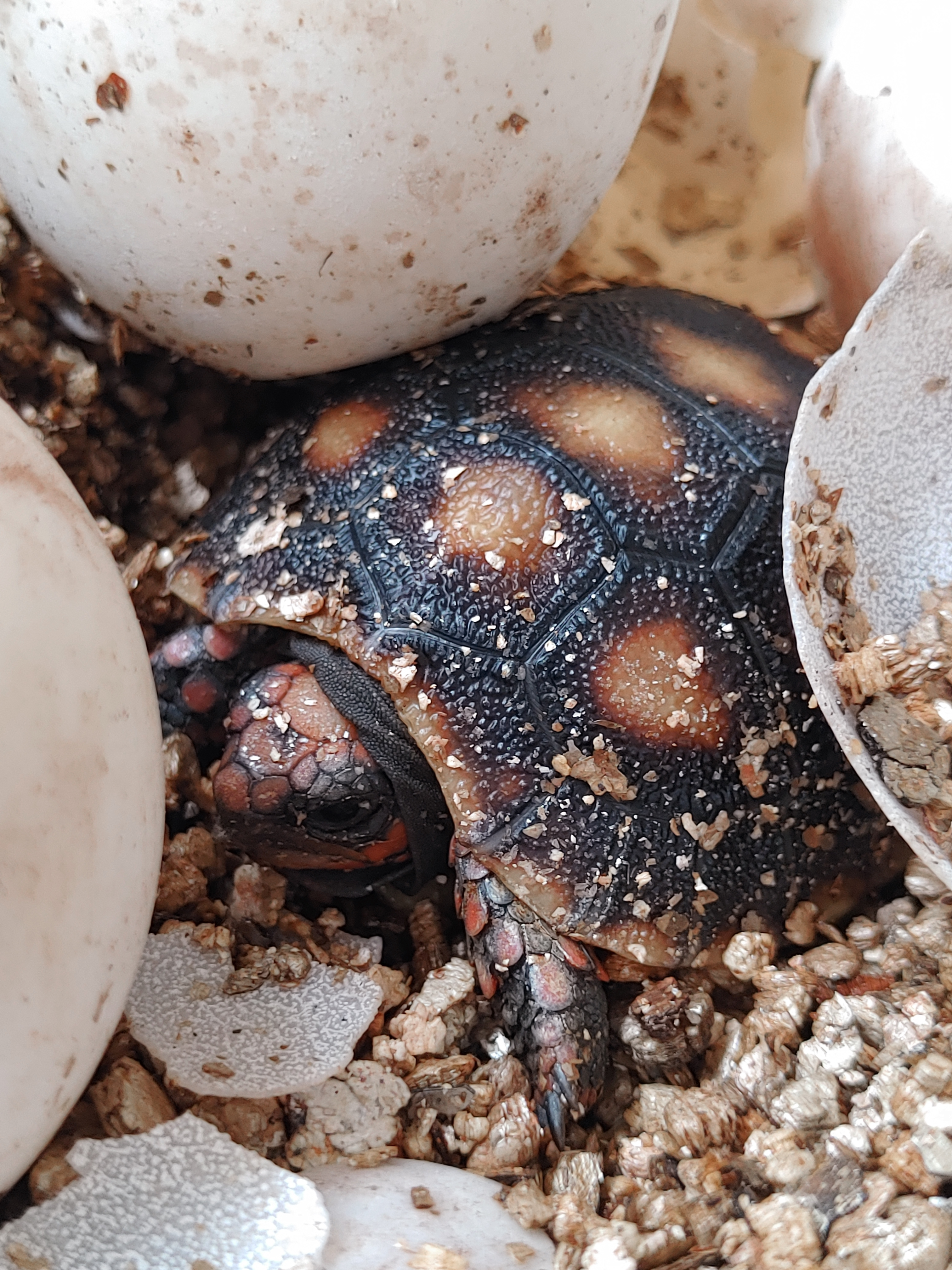
Frisch geschlüpfte Köhlerschildkröte

Die Babystation bildet den kleinsten Bereich des Reptiliums. Dort werden im Inkubator die Eier ausgebrütet und im Anschluss die Jungtiere aufgezogen. Das Reptilium beteiligt sich auch an der Nachzucht gefährdeter Arten, wie zum Beispiel der Spaltenschildkröte oder des Nashornleguans.

### Wüstenhalle
Die Wüstenhalle ist eine große Halle, in der im Rahmen des stündlichen Programms Präsentationen abgehalten werden. Die Halle bietet Platz für mehr als 200 Personen und kann auch für private Veranstaltungen oder Firmenevents gemietet werden. Inmitten der meterhohen Felsformationen und Palmen befindet sich dort das Zoorestaurant. An den Wänden der Halle sind Terrarien zu finden, die nach oben hin geöffnet sind. Darin leben verschiedene Wüstenbewohner. Die hier zu findenden Arten sind unter anderem Pantherschildkröten, Spornschildkröten, Strahlenschildkröten, Rote Tejus, Nashornleguane, sowie Erdmännchen.

### Außenbereich
Der Außenbereich beherbergt vor allem einheimische Reptilien und Amphibien wie die Europäische Hornotter und Gelbbauchunke. Auch Waschbären, Griechische Landschildkröten sowie ein kleiner Spielplatz sind hier zu finden.

## Artenschutz
Das Reptilium ist Mitglied bei der Deutschen Gesellschaft für Herpetologie und Terrarienkunde (DGHT) e.V. und der Zoologischen Gesellschaft für Arten- und Populationsschutz (ZGAP) e.V. und beteiligt sich durch die Mitarbeit an mehreren wissenschaftlichen Zuchtbüchern sowie der Nachzucht bedrohter Arten aktiv am Artenschutz.